# Referèndum grec de 1968
El 15 de novembre de 1968 es va celebrar a Grècia un referèndum constitucional. Es va preguntar als votants si desitjaven ratificar una nova constitució preparada pel règim dictatorial. Va ser aprovada pel 92,1% dels votants, amb una participació del 77,7%.